# Frank Silva
Frank Silva (Sacramento, 31 de octubre de 1950 - Seattle, 13 de septiembre de 1995) fue un diseñador de vestuario y algunas veces actor nativo americano,[cita requerida] más conocido por su interpretación del espíritu maligno Killer BOB en la serie de televisión Twin Peaks.

## Biografía
Se graduó en diseño de iluminación en la Universidad Estatal de San Francisco y trabajó como jefe de utilería y decorador de escenarios en varias películas, incluyendo las de David Lynch, Dune y Wild at Heart. 
Trabajó en Twin Peaks, de Lynch. De acuerdo con el propio Lynch, en el lanzamiento de la Edición de Oro del DVD en 2007 de Twin Peaks, este estaba en la planta de arriba de la casa de Laura Palmer, cerca de donde Silva estaba trabajando, y de repente se dio cuenta de que debía tener un papel en la serie. Le preguntó si era actor, y Silva le dijo que sí. Más tarde, Lynch accidentalmente le grabó con la cámara cuando su reflejo apareció en un espejo, y así nació el personaje de Killer BOB, un espíritu oscuro que persigue a Laura. De este modo, ocasionalmente apareció como BOB en la serie de Twin Peaks y en la película de 1992 Twin Peaks: Fire Walk with Me. Su primer papel protagonista fue en la versión internacional del piloto de Twin Peaks, el cual contenía un final autónomo que resolvía el misterio de la serie e incorporaba material adicional. 
También apareció en el vídeo de Anthrax «Only».
Falleció el 13 de septiembre de 1995, a los 44 años de edad, debido a complicaciones por el Sida.